# Jerzy Kasalik
Jerzy Kasalik (* 10. září 1949, Świętochłowice) je bývalý polský fotbalista, útočník. Po skončení aktivní kariéry působil jako trenér. 

## Fotbalová kariéra
Začínal v týmu Hutnik Nowa Huta. V roce 1969 získal s Legií Warszawa mistrovský titul. Další dvě sezóny hrál druhou polskou ligu za  Śląsk Wrocław a Hutnik Nowa Huta. V letech 1971-1975 hrál polskou ligu za ŁKS Łódź. Sezónu 1975/1976 strávil ve druholigovém týmu Lechia Gdańsk. V letech 1976-1982 hrál za tým Lech Poznań, se kterým v roce 1982 získal Polský fotbalový pohár. Kariéru končil ve švédských nižších soutěžích v týmu Nykvarns SK. V Poháru UEFA nastoupil ve 2 utkáních a dal 1 gól. Za reprezentaci Polska nastoupil v roce 1974 ve 3 utkáních a dal 1 gól.

## Ligová bilance
| Ročník                   | Zápasy | Góly | Klub             |
| ------------------------ | ------ | ---- | ---------------- |
| 2. polská liga 1967/1968 | -      | -    | Hutnik Nowa Huta |
| Ekstraklasa 1968/1969    | 1      | 0    | Legia Warszawa   |
| 2. polská liga 1969/1970 | -      | -    | Śląsk Wrocław    |
| 2. polská liga 1970/1971 | -      | -    | Hutnik Nowa Huta |
| Ekstraklasa 1971/1972    | 18     | 2    | ŁKS Łódź         |
| Ekstraklasa 1972/1973    | 25     | 4    | ŁKS Łódź         |
| Ekstraklasa 1973/1974    | 27     | 5    | ŁKS Łódź         |
| Ekstraklasa 1974/1975    | 25     | 4    | ŁKS Łódź         |
| 2. polská liga 1975/1976 | -      | -    | Lechia Gdańsk    |
| Ekstraklasa 1976/1977    | 29     | 5    | Lech Poznań      |
| Ekstraklasa 1977/1978    | 22     | 2    | Lech Poznań      |
| Ekstraklasa 1978/1979    | 29     | 5    | Lech Poznań      |
| Ekstraklasa 1979/1980    | 10     | 0    | Lech Poznań      |
| Ekstraklasa 1980/1981    | 21     | 3    | Lech Poznań      |
| Ekstraklasa 1981/1982    | 5      | 0    | Lech Poznań      |
| CELKEM 1. polská liga    | 214    | 31   |                  |